# Fair Haven (phim)
Fair Haven (tiếng Việt: Trang trại Fair Haven) là một phim độc lập Mỹ năm 2016 của đạo diễn Kerstin Karlhuber, được viết bởi Jack Bryant, được sản xuất bởi Tom Malloy, và đóng vai chính Tom Wopat, Michael Grant, Gregory Harrison, Josh Green và Lily Anne Harrison.
Bộ phim được phát hành bởi Breaking Glass Pictures bằng kỹ thuật số và sân khấu và được công chiếu trên Showtime Networks vào tháng 6 năm 2017.

## Nội dung
Một chàng trai trẻ trở về nông trại của gia đình mình, sau một thời gian dài liệu pháp chuyển đổi, và bị giằng xé giữa những kỳ vọng của người cha xa cách về tình cảm và những ký ức về một mối quan hệ yêu thương trong quá khứ mà anh đã cố gắng chôn vùi.

## Diễn viên
- Tom Wopat vai Richard
- Michael Grant vai James
- Gregory Harrison vai Dr. Gallagher
- Josh Green vai Charlie
- Lily Anne Harrison (Gregory Harrison's daughter) vai Suzy
- Tom Malloy vai Reverend Thomas
- Jennifer Taylor vai Ruby
- Lisa Varga vai Patricia
- Denise Dorado vai Helena
- Michael Cuddire vai Sebastian
- Janne Herrington vai Melissa

## Sản xuất
Mặc dù bộ phim diễn ra tại Vermont, nhưng nó được quay tại địa điểm trong và xung quanh Rochester, New York, vào tháng 6 năm 2014.

## Phát hành
Fair Haven được công chiếu trong nước tại trụ sở Chiến dịch nhân quyền tại Washington, D.C. vào tháng 4 năm 2016 trước khi hoàn thành một lễ hội quốc tế rộng lớn. Buổi ra mắt quốc tế của bộ phim là ở Torino, Ý vào tháng 5 năm 2016. Một bản phát hành sân khấu của Mỹ được phát hành vào tháng 3 năm 2017 tại Los Angeles. Bộ phim được công chiếu trên Showtime Networks vào tháng 6 năm 2017 và cũng được phát hành dưới dạng kỹ thuật số và trên DVD bởi Breaking Glass Pictures. Đại lý bán hàng của bộ phim là The Little Film Company. Nó tiếp tục phát hành quốc tế trong lãnh thổ nước ngoài.

## Tiếp nhận
```
Fair Haven
 được gọi là "bộ phim mới táo bạo" bởi 
The Huffington Post
 và "khuấy động, diễn xuất tốt, và dịu dàng rèn luyện" bởi 
Thời báo Los Angeles
. Bộ phim cũng được đặt tên là "Don't Miss Indie" bởi 
Film Independent
.
```